# Dru Berrymore
Nicole Hilbig (Berlín, Alemanya, 11 d'agost de 1969) és una actriu porno alemanya coneguda amb el pseudònim de Dru Berrymore.

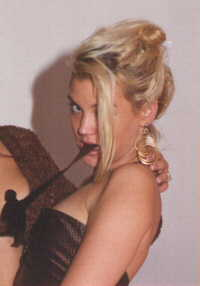
Dru Berrymore

Va començar treballant com a escenògrafa a Los Angeles, abans de començar la seva carrera en la lluita lliure eròtica i table dance. Després, la Nicole als Estats Units a començaments dels anys 90 va ser acreditada com Dru Berrymore, i tornà a Alemanya, actuant amb Helen Duval en una sèrie porno. El 2004 va rebre, juntament amb Steven St. Croix, AnneMarie, Taylor St. Clair, Savanna Samson, Dale DaBone i Mickey G un premi AVN per la millor escena de sexe. La Nicole també va tenir petits papers a produccions dels Estats Units com Baywatch i Die Hard 2. A Alemanya, va aparèixer al reportatge de televisió Wa(h)re Liebe de VOX per a un públic més ample.
Ara per ara intenta a més de la promoció de joves talents, la comercialització directa a través del seu lloc web. Al començament començà com un experiment sexual amb serveis d'acompanyants arreu del món i també amb una distribuïdora després de ser guionista.
El seu pseudònim, Dru Berrymore, es deu a la seva semblança amb l'actriu Drew Barrymore. Va fer un petit paper sense sortir als crèdits a la pel·lícula de David Lynch Lost Highway (1997) i a Die Hard 2, en un paper fent de la secretària del capità Carmine Lorenzo (Dennis Franz).

## Premis
- 2004 AVN Award – Millor actriu de repartiment – Heart of Darkness[1]
- 2004 AVN Award – Millor Escena de Sexe en Grup – Looking In[1]
- 2004 AVN Award – Millor Escena de Sexe Femenina – Snakeskin[1]

## Filmografia
- Caught From Behind 27 (1997)
- Carretera perduda (Lost Highway) (1997)
- Curse of the Lesbian Love Goddess
- La Dresseuse (1998), d'Alain Payet (1998) de Ron Jeremy
- The Violation of Mirage (2000)
- À Feu et à Sexe sur la Riviera (2000), d'Alain Payet
- 2000 ans d'amour (2000), d'Alain Payet
- La Course au sexe (2000), d'Alain Payet
- The Violation of Briana Banks (2001)
- Interdits (2001), de Bionca
- The Violation of Kate Frost (2001)
- The Violation of Kiki Daire (2001)
- No Man's Land (2002)
- Deep Inside Dru Berrymore (2003)